# Переяславська 1-ша полкова сотня
Перша Переяславська сотня — козацька сотня, адміністративно-територіальна та військова одиниця Переяславського полку у добу Гетьманщини з центром у Переяславі.

## Історія
Належить до найстаріших козацьких реєстрових військових підрозділів. Утворилася на початку 1630-х років у місті Переяславі Переяславського козацького полку Речі Посполитої. За реєстром 1638 року сотню очолював Михайло Ворона. Вже на початку 1648 року сотня у складі армії Богдана Хмельницького. За Зборівським реєстром 16 жовтня 1649 року вона входила до числа шести Переяславських сотень загальним числом 1251 козак. Перша нараховувала 224 козаки. Протягом 1654—1757 pоків територія неодноразово перерозподілялася між другою та третьою Переяславськими сотнями. Весь час існування — у складі Переяславського полку. Сотенний центр: місто Переяслав (нині — центр міської громади Київської області).
І полкова сотня включала міський курінь, села та селища: Борщів, Вовчків, Войтівці, Гайшин, Гланишів, Дем'янці, Дівички, Старосілля, Єрківці, Ковалин, Любарці, Мазинки, Мацківці, Пристроми, Скопці, Сошників, Харківці.
Перша Переяславська сотня була ліквідована у 1782 році, а її територія, разом з другою Переяславською, третьою Переяславською та Трахтемирівською сотнями стали основою Переяславського повіту Київського намісництва.

## Сотенна старшина

### Список сотників 1-ї Переяславської сотні
| №  | Ім'я                    | Початок | Завершення | Прим. |
| -- | ----------------------- | ------- | ---------- | --- |
| 1  | Петро Скок              | 1649    |            | |
| 2  | Федір Шкода             | 1653    |            | |
| 3  | Яким Сомко              | 1654    |            | |
| 4  | Степан Сулима           | 1659    |            | |
| 5  | Опанас Захар'ященко     | 1661    |            | |
| 6  | Федір Петрушенко        | 1662    |            | |
| 7  | Максим Хоменко          | 1666    |            | |
| 8  | Пантелеймон Кулун       | 1669    |            | |
| 9  | Максим Хоменко          | 1672    |            | |
| 10 | Яків Попович            |         |            | |
| 11 | Іван Хрипуненко         | 1676    |            | |
| 12 | Максим Хоменко          | 1678    |            | вдруге |
| 13 | Мусій Саченко           | 1680    |            | |
| 14 | Мирон Гавришенко        | 1682    |            | |
| 15 | Давид Пушкаренко        | 1683    |            | |
| 16 | Семен Кульженко         | 1685    |            | |
| 17 | Семен Шепеленко         | 1690    |            | |
| 18 | Григорій Волинченко     | 1691    |            | |
| 19 | Леонтій Сезонович       | 1695    |            | |
| 20 | Василь Томара           | 1695    | 1697       | |
| 21 | Рустанович              | 1698    |            | |
| 22 | Іван Гулак              | 1699    | 1705       | наказний сотник — Леонтій Сезонович (1700)                                                                                  |
| 23 | Лука Петровський        | 1712    | 1715       | |
| 24 | Сокольничий             | 1715    |            | |
| 25 | Іван Добронизький       | 1715    | 1721       | наказні сотники: Василь Ус (1721), Іван Скиленко (1723), Мусій Лучченко (1723)                                              |
| 26 | Григорій Чуб            | 1724    |            | наказний сотник — Григорій Федорович Дараган (1725—1728)                                                                    |
| 27 | Іван Добронизький       | 1728    | 1752       | вдруге; наказні сотники: Іван Василевич (1736), Остап Григорович (1739), Яків Скрицький (1740, 1741), Леонтій Курнак (1748) |
| 28 | Семен Копцевич          | 1752    | 1757       | |
| 29 | Іван Пилипенко          | 1758    | 1767       | |
| 30 | Лука Лукашевич          | 1767    | 1769       | |
| 31 | Христофор Костянтинович | 1770    | 1782       | |

### Список писарів 1-ї Переяславської сотні
- Никифор Дем'янович (1732—1739);
- Яків Філевський (1740—1743);
- Никифор Григорович (1746—1749);
- Прокіп Садовський (1749);
- Леонтій Сибелевський (1753—1758);
- Петро Ващенко (1761—1768);
- Роман Гамалія (1768—1774);
- Павло Шульговський (1778—1782).

### Список осавулів 1-ї Переяславської сотні
- Кузьма Григоренко (1732—1734);
- Захар Дубський (1736—1737);
- Олексій Полатченко (1739);
- Федір Полатка (1740—1748);
- Василь Гулей (1766);
- Влас Зібровський (1766);
- Лаврентій Курилко (1768—1774);
- Іван Яковенко (1778—1782).

### Список хорунжих 1-ї Переяславської сотні
- Григорій Гулей (1731—1748);
- Пилип Михайлович Розлач (1736—1737; 1754—1757);
- Лаврентій Курилко (1767—1768);
- Ілля Денисенко (1773—1774);
- Іван Прасол (1778—1782).

### Список отаманів 1-ї Переяславської сотні
- Йосип Науменко (1731);
- Василь Ус (1732);
- Роман Щирий (1734);
- Кіндрат Гаврилов (1736—1737);
- Григорій Прочений (1740);
- Никифор Дем'янович (1741—1749);
- Іван Золотуха (1765—1775);
- Влас Зібровський (1778—1782).

### Список городових отаманів Переяслава
- Іван Пригара (1659);
- Дмитро (1660);
- Ісак Бовтко (1662);
- Семен Павлов (1665);
- Тиміш Федоренко (1671);
- Григорій Рубан (1676);
- Лесько Фесенко (1677);
- Максим Хоменко (1677—1691);
- Григорій Богуславський (1694; 1701; 1704);
- Михайло Іванович Пацюк (1697—1699; 1702—1704);
- Максим Свяжій (1705);
- Роман Юрченко (1709—1721);
- Яким Корецький (1714, н.);
- Григорій Бартошевич (1724—1727);
- Степан Максимович Гаптаренко (1725—1738);
- Іван Федорович Просяницький (1738—1754);
- Корній Гоярин (1764—1766);
- Нечипір Зубковський (1757—1774);
- Григорій Модла (1772—1774);
- Іван Танчій (1774);
- Йосип Микула (1776—1781).

## Статистичний опис першої Переяславської сотні
За описом Київського намісництва 1781 року наявні наступні дані про кількість сіл та населення першої Переяславської сотні напередодні ліквідації:
| Населені пункти                | Населені пункти              | Дворян і шляхетства | Різночинців | Духовенства | Церковників | Греків | Хат              | Хат                   | Хат   | Хат                                        | Хат                                                           | Всього | Всього                             |
| Назва                          | Тип                          | Дворян і шляхетства | Різночинців | Духовенства | Церковників | Греків | козаків виборних | козаків підпомічників | міщан | посполитих коронних, в тому числі рангових | посполитих власницьких, різночинських і козацьких підсусідків | хат    | за останньою 1764 року ревізії душ |
| ------------------------------ | ---------------------------- | ------------------- | ----------- | ----------- | ----------- | ------ | ---------------- | --------------------- | ----- | ------------------------------------------ | ------------------------------------------------------------- | ------ | ---------------------------------- |
| Переяслав                      | м.                           | 27                  | 119         | 22          | 13          | —      | 68               | 283                   | 260   | 5                                          | 322                                                           | 938    | —                                  |
| Гайшин                         | сел.                         | —                   | —           | —           | —           | —      | 22               | 24                    | —     | —                                          | 19                                                            | 65     | —                                  |
| Любарці                        | с.                           | 1                   | 4           | 2           | —           | —      | 82               | 26                    | —     | 24                                         | 168                                                           | 300    | —                                  |
| Скопці                         | с.                           | 1                   | 2           | 2           | 2           | —      | 129              | 56                    | —     | 15                                         | 138                                                           | 338    | —                                  |
| Мацківці                       | сел.                         | —                   | —           | —           | —           | —      | 33               | 28                    | —     | —                                          | 25                                                            | 86     | —                                  |
| Войтівці з сел. Мазінками      | с.                           | —                   | 3           | 1           | 1           | —      | 85               | 65                    | —     | —                                          | 106                                                           | 256    | —                                  |
| Харківці                       | с.                           | —                   | 2           | 1           | 1           | —      | 51               | 35                    | —     | —                                          | 40                                                            | 126    | —                                  |
| Дем'янці                       | с.                           | 1                   | 4           | 2           | 1           | —      | 45               | 14                    | —     | 2                                          | 113                                                           | 174    | —                                  |
| Єрківці                        | с.                           | —                   | —           | 1           | 1           | —      | 67               | 64                    | —     | —                                          | 107                                                           | 238    | —                                  |
| Сошників                       | с.                           | —                   | —           | 1           | 1           | —      | 20               | 37                    | —     | —                                          | 83                                                            | 140    | —                                  |
| Ковалин                        | с.                           | —                   | —           | 1           | 1           | —      | 30               | 31                    | —     | —                                          | 43                                                            | 104    | —                                  |
| Дівички                        | с.                           | —                   | 2           | 1           | 1           | —      | 20               | 16                    | —     | —                                          | 57                                                            | 93     | —                                  |
| Старосілля                     | сел.                         | —                   | —           | —           | —           | —      | —                | 2                     | —     | 4                                          | 20                                                            | 26     | —                                  |
| Борисівський                   | хут.                         | —                   | —           | —           | —           | —      | —                | —                     | —     | —                                          | 10                                                            | 10     | —                                  |
| військового товариша Концевича | хут.                         | —                   | —           | —           | —           | —      | —                | —                     | —     | —                                          | 7                                                             | 7      | —                                  |
| Києво-Межигірського монастиря  | хут.                         | —                   | —           | —           | —           | —      | —                | —                     | —     | —                                          | 4                                                             | 4      | —                                  |
| Всього у сотні Першополковій   | Всього у сотні Першополковій | 30                  | 136         | 34          | 22          | —      | 652              | 681                   | 260   | 50                                         | 1262                                                          | 2905   | 7165                               |